# Назариха (Владимирская область)
Назариха — упразднённая деревня в Вязниковском районе Владимирской области России.

## География
Урочище находится в северо-восточной части области, в зоне хвойно-широколиственных лесов, в пределах Волжско-Окского междуречья, к югу от автодороги 17Н-21, на расстоянии 4 километров (по прямой) к западо-северо-западу от города Вязники, административного центра района.

### Климат
Климат характеризуется как умеренно континентальный. Средняя температура воздуха самого холодного месяца (января) — −11,1 °C (абсолютный минимум — −48 °С), средняя максимальная температура воздуха (июля) — +23,3 °С (абсолютный максимум — +37 °С). Годовое количество атмосферных осадков составляет около 607 мм, из которых 413 мм выпадает в период с апреля по октябрь.

## История
В «Списке населенных мест Владимирской губернии по сведениям 1859 года» населённый пункт упомянут как владельческое сельцо Вязниковского уезда, расположенное в 9 верстах от уездного города. В сельце насчитывалось 8 дворов и проживало 67 человек (38 мужчин и 29 женщин).
По состоянию на 1905 год, в Назарихе имелось 10 дворов и проживало 52 человека. В административном отношении деревня входила в состав Станковской волости.
По данным 1926 года, в деревне имелось 8 хозяйств (в том числе 7 крестьянских) и проживало 48 человек (20 мужчин и 28 женщин). Являлась частью Станковского сельсовета Вязниковской волости.
На момент упразднения входила в состав Станковского сельсовета Вязниковского района. Упразднена решением облисполкома № 773 от 26 июня 1974 года как фактически не существующая.